# Baie Éternité

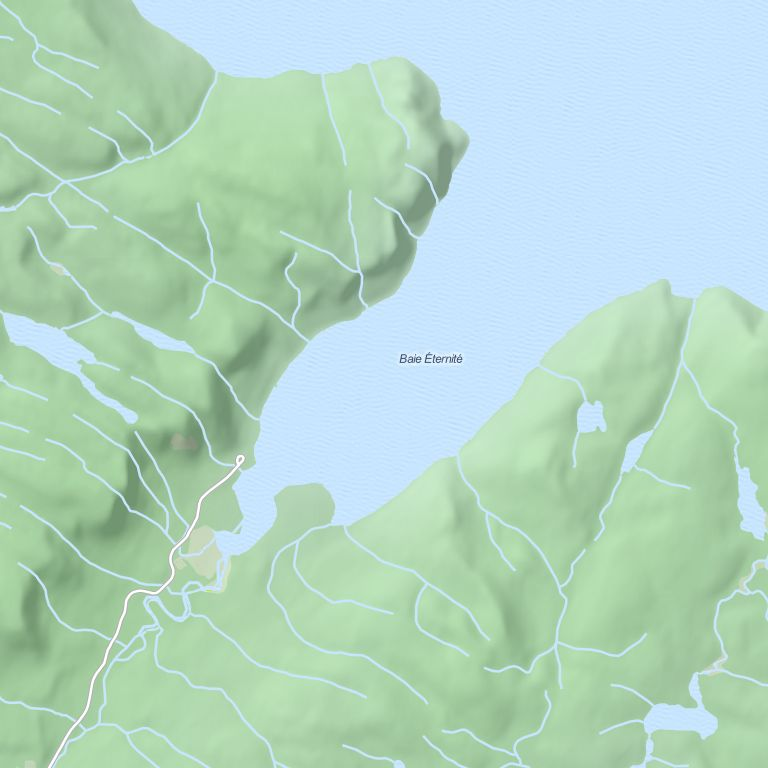
Carte de la baie Éternité

La baie Éternité est une baie située au sud du fjord du Saguenay à Rivière-Éternité, au Québec (Canada). Elle fait partie du parc national du Fjord-du-Saguenay.

## Géographie
Perpendiculaire au Saguenay, elle fait 1 km de large par 2,5 km de long. Y coule la rivière Éternité.
Devant la baie Éternité, le fjord du Saguenay y atteint sa profondeur maximale, 272 mètres.
Deux caps la bordent à l'embouchure du Saguenay: le cap Trinité (411 m) au nord-ouest, le cap Éternité (454 m) au sud-est.

## Histoire
En 1881, sur le cap Trinité, est hissée la statue de Notre-Dame-du-Saguenay réalisée par Louis Jobin.
|  |  |